# 에레트리아
에레트리아(그리스어: Ἐρέτρια)는 그리스 중앙그리스 주 에비아 현에 속한 도시로, 오늘날의 에비아섬 주변 지역을 포함한 지방 자치체이다.
고대 그리스의 에레트리아는 에우보이아 섬(에비아 아)에 위치하고 있던 도시 국가 중 하나였다. 에비아섬의 서해안 할키스 남쪽 에비아 만을 건너 아티카에 접한 위치에 있었다.
기원전 6세기에서 기원전 5세기에 걸쳐, 에레트리아는 그리스에서 중요한 폴리스 중 하나였다. 그러나 고대에 멸망을 당해 이미 중요성을 잃은 채로 내려오다가 그리스 고고학 기관(Greek Archaeological Service)과 스위스 고고학 학회의 발굴이 1890년대에 시작되어 1964년에 완료되었다.

## 역사
가장 오래된 에레트리아의 기록은 호메로스의 일리아스에 나오는데 트로이아 전쟁에 배를 지원한 그리스 국가들 가운데 하나로 등장한다.
기원전 8세기 이웃한 도시 칼키스와 함께 에게해의 무역을 지배하고 식민지를 건설했다. 나중에 칼키스와는 경쟁관계로 바뀌고 기원전 700년경 렐란토스 전쟁에서 패하자 주도권을 칼키스에게 내주었지만 마케도니아 지방과 에게해 해안 일부, 시켈리아와 이탈리아에도 식민지 몇 곳을 보유하였다.
에레트리아 주민은 이오니아인들이었으므로 전통적으로 아테나이와 동맹관계였고 기원전 499년 소아시아에서 그리스계 도시들이 페르시아 제국에 대항하여 이오니아 반란을 일으켰을 때 아테나이와 함께 이를 지원하였다. 이 때문에 기원전 490년 페르시아 제국의 다리우스 1세는 그리스 원정에서 에레트리아를 파괴하고 모든 주민들을 추방하였다. 그 뒤 도시는 곧 복구되었으나 마케도니아와 로마 제국의 통치를 받으면서 작은 마을 수준으로 전락하였다.